# Canosa (Giugliano in Campania)
Canosa è il nome di una masseria e una località abitata del comune di Giugliano in Campania, nella città metropolitana di Napoli, in Campania.

## Geografia fisica
Sorge nella zona sud-ovest del comune di Giugliano, ai confini con le località giuglianesi di Country Park, Grotta dell'olmo, Varcaturo e con la località Castello Monteleone di Quarto. La zona in cui sorge Canosa è posta nella pianura campana. In un'area caratterizzata da incontrollato consumo di suolo, dove l'aumento di aree impermeabilizzate incrementa il rischio di alluvioni.

## Storia
La località prende il nome dalla "masseria Canosa", che nasce su ambienti realizzati ai tempi dell'antica Roma, facenti parte delle pertinenze dell'antica città di Liternum, si trova nelle vicinanze di una necropoli di epoca imperiale, nota come tomba del Cerbero, la masseria inoltre conserva un antico pozzo e un cippo romano. Il cippo è stato trasferito presso la sede comunale.

## Società
La zona ha subito una forte cementificazione incontrollata, nella zona sono presenti una struttura alberghiera e attività commerciali senza logiche urbanistiche. Secondo la Pianificazione territoriale si tratta di area agricola. 

## Infrastrutture e trasporti
La località si estende principalmente lungo la via San Nullo, strada che inizia da Villaricca, e conduce fino a Licola.
La stazione ferroviaria più vicina è quella di Stazione di Giugliano-Qualiano, nella località di Ponte Riccio.